# Correbidia simonsi
Correbidia simonsi är en fjärilsart som beskrevs av Rothschild 1912. Correbidia simonsi ingår i släktet Correbidia och familjen björnspinnare. Inga underarter finns listade i Catalogue of Life.